# 핑크와 그레이
《핑크와 그레이》(일본어: ピンクとグレー, 영어: Pink and Gray)는 카토 시게아키에 의한 일본 소설. 2012년 신작에서 간행된 (400자 원고지 357장).

## 개요
카토 시게아키의 소설 데뷔작이며, 쟈니즈 사무소 소속 탤런트가 소설을 출판하는 것도 처음이다. 2012년 1월 28일에 카도카와 분코에서 단행본으로 발매된 이 날 북 워커 전달 사이트 〈BOOK☆WALKER〉 전자 책의 한정 판매도 시작 되었다. 단행본은 2012년 2월 6일자 오리콘 〈책〉 랭킹 BOOK (종합)부문에서 주간 2.8만부를 매상해 첫 등장 4위를 차지했다. 2012년 12월 기준 12만부의 판매량을 기록했다. 또한, 2017년 1월 시점에서 소설의 발행 부수는 누계 45만부를 넘고 있다.
연예계 데뷔를 계기로 성공과 좌절이라는 정반대의 길을 걷게 된 두 명의 청년이 화려한 세상의 빛과 어둠에 농락 당하고 갈등하면서도 자신의 길을 가는 모습을 그린 청춘 소설로, 제목은 〈모호한 2색의 대비〉라는 의미가 담겨져 있다. 무대가 된 시부야는 카토가 실제로 중고등 학교 시절을 보낸 곳이며, 그 때 느꼈던 것이나 풍경 등은 자신의 경험도 반영되어 있지만, 소설 자체는 완전히 허구라고 말하고 있다. 또한 훗날에 집필된 〈섬광 스크램블〉과 〈Burn -번-〉 역시 시부야와 연예계를 무대로 하고 있으며, 카토는 본작과 이들을 맞추어 〈시부야 사가〉 3부작으로 하고 있다.
2012년부터는 만화화되어 영화화 작품은 2016년에 출판 되었다.
연예계에서 사는 두 명을 옛 동료 일반인 우디의 관점에서 그린 스핀오프 소설 〈중요한 것〉은 〈소설 야성 시대〉 제146호 (2015년 12월 12일 발매)에 게재 되고 있다.
2017년 1월에 이 작품이 번역 된 중국어 버전 〈홍으로 영결식 Pink and Gray〉가 대만, 홍콩, 마카오에서 발매되었다.

## 등장 인물
카와다 다이키
주인공. 우디의 어머니가 〈스탠 바이 미〉의 리버 피닉스와 비슷하다고 말하기 시작 것이나, 〈강〉이 〈리버〉이기 때문에, 애칭은 리바짱.
스즈키 싱고
다이키가 이사한 앞의 아파트에 이전부터 살고 있었던 동급생.  애칭은 곳치. 예명은 시라키 렌고.
이시카와 사리
싱고와 마찬가지로 이전부터 요코하마의 아파트에서 태어나 자란 동급생. 애칭은 샐리.
키모토
싱고 등과 같은 아파트에 살고 있던 동급생.
스즈키 유이
싱고의 9살 위의 누나로 도쿄에서 홀로 살고 있는 대학생이다. 다이키에 의하면 샤를로트 갱스부르를 연상시키는 용모를 하고 있다.
미시마 아이
고등학교 입학 후 싱고가 처음 사귄 한학년 선배. 미인이다.
아카기
여중고생을 위한 패션 잡지의 편집자.
오카무라
아카기와 행동이 비슷한 몸집이 큰 남성 카메라맨.
코이데미즈
20명 내외의 인재를 보유한 연예 기획사 사장.  아카기과 친분이 있다.
츠루타
프로그램 프로듀서. 통통한 용모의 칸사이 사투리를 쓰는 남성이다.
카린
싱고의 연인. 아직 고등학생이면서 데뷔곡인 드라마 주제가는 36만장의 히트를 해 레코드 대상을 3년 연속 수상한 가창력도 뛰어난 일본의 여가수 중 한 명이다.
사이토 마리
다이키와 싱고가 처음 나왔을 연속 TV 드라마의 초등학교 2학년의 주연 여배우.  1년 전 드라마의 아역으로 폭발적인 인기를 얻었다.
타나카 이사키
싱고의 전 매니저.
모모이 토모미츠
배우.

## 서적 정보
- 단행본 : 카도카와 분코, 2012년 1월 28일 발매, ISBN 978-4-04-110108-7

- 문고 : 카도카와 분코, 2014년 2월 25일 발매, ISBN 978-4-04-101218-5

## 만화
2012년 6월 23일 발매의 〈월간 Asuka〉 8월호에서 만화화 되는 것이 발표되었으며, 2012년 8월 24일 발매의 잡지 10월호에서 연재가 시작되었다. 카토도 원작자로서 감수에 참여했다.
- 카토 시게아키(원작)·후지사키 미오(작화) 〈핑크와 그레이〉 카도카와 그룹 퍼블리싱 <아스카 코믹스 DX> 전 2권

- - 2012년 12월 20일 발매,[10] ISBN 978-4-04-120543-3, 후기 : 카토 시게아키

- - 2013년 6월 21일 발매,[11] ISBN 978-4-04-120751-2

## 영화
유키사다 이사오 감독에 의해 영화화되었다. 각본은 유키사다와 극작가의 호라이 류타에 따라 크게 각색되었으며, 나카지마 유토가 주인공 시라키 렌고 역을 맡는 있다. 원작의 내용 외에도, 원작에는 없는 에피소드가 그려지고 있다. 2015년 1월 중순부터 촬영이 시작 되었으며, 약 3주 후인 2월 7일 크랭크업했다.
주제가는 〈굴절된 청춘 영화는 굴절된 성인의 밴드〉라는 것으로 ASIAN KUNG-FU GENERATION가 발탁, 소설과 영화와 마찬가지로 〈곳치〉라는 애칭으로 불리고 있는 보컬 고토 마사후미가 영화의 영상을 보고 주제곡 〈Right Now〉를 새로 썼다. MV도 유키사다가 담당하고 카호가 주연을 맡고 있다.
영화는 제20회 부산 국제 영화제 〈아시아 영화의 창〉 부문에 정식 출품 되어, 제28회 도쿄 국제 영화제의 〈Japan Now〉 부문에서도 상영 되었다. 2016년 1월 9일 전국 96 스크린에서 개봉, 공개 첫 이틀간 동원 7만 6759명, 흥행 수입 1억 0212만 7000엔을 기록하며 영화 관객 동원 순위 7위를 차지했다(흥행 통신사 조사). 2016년 3월 기준으로 영화의 흥행 수입은 6억엔을 돌파했다.

### 캐스트
- 시라키 렌고 - 나카지마 유토
- 카와타 다이키 - 스다 마사키
- 샐리 - 카호
- 스즈키 유이 - 코바야시 료코
- 키시이 유키노
- 치바 테츠야
- 마키타 스포츠
- 이리에 진기
- 하시모토 준
- 시노하라 유키코
- 야시바 토시히로
- 미야자키 요시코
- 야기라 유야
- 미우라 마사키
- 카토 시게아키 (카메오 출연)

### 스태프
- 원작 - 카토 시게아키 〈핑크와 그레이〉 (카도카와 분코)
- 감독 - 유키사다 이사오
- 각본 - 호라이 류타, 유키사다 이사오
- 음악 - 한노 요시히로
- 주제가 - ASIAN KUNG-FU GENERATION 〈Right Now〉 (Ki/oon Music)
- 익제큐티브 프로듀서 - 이노우에 신이치로, 나가사와 슈이치
- 제작 - 호리우치 오우치, 토요시마 마사로, 후지시마 쥬리 K.
- 기획 - 키쿠치 츠요시
- 프로듀서 - 이노우에 후미오, 카타야마 센, 치와타 히데히사, 오가와 신지
- 라인 프로듀서 - 사토 마사히코
- 촬영 - 이마이 타카히로
- 마츠모토 노리토
- 녹음 - 이토 히로노리
- 미술 - 소마 나오키
- 편집 - 이마이 츠요시
- 음향 효과 - 오카세 아키히코
- 스크립터 - 오시다 토모코
- 조감독 - 마스다 신야
- 제작 담당 - 다나베 마사키
- VFX 수퍼바이저 - 신 타케시
- 음악 프로듀서 - 키타하라 쿄코
- 선전 프로듀서 - 히라시타 아츠코
- 배급·선전 - 아스믹 에이스
- 제작 프로덕션 - 카도카와 다이에이 스튜디오
- 제작 - 〈핑크와 그레이〉 제작위원회 (KADOKAWA, 아스믹 에이스, 제이 스톰)